# Gladiolus deserticolus
Gladiolus deserticolus är en irisväxtart som beskrevs av Peter Goldblatt. Gladiolus deserticolus ingår i släktet sabelliljor, och familjen irisväxter. Inga underarter finns listade i Catalogue of Life.